# Lestodiplosis alternans
Lestodiplosis alternans är en tvåvingeart som beskrevs av Jean-Jacques Kieffer 1898. Lestodiplosis alternans ingår i släktet Lestodiplosis och familjen gallmyggor. Inga underarter finns listade i Catalogue of Life.